# New Zealand State Highway 99
Der New Zealand State Highway 99 (auch State Highway 99 oder in Kurzform SH 99) ist eine Fernstraße von nationalem Rang auf der Südinsel von Neuseeland.

## Strecke
Der SH 99 beginnt an einer Kreuzung nördlich der kleinen Ortschaft Clifden. Von dort folgt er dem Waiau River nach Süden bis in die Nähe von dessen Mündung in die Foveauxstraße. Dort läuft er an der Küste der Te Waewae Bay in Richtung Südosten bis zur Stadt Riverton/Aparima an der Mündung des Aparima River. Von dort erstreckt er sich nach Nordosten und Osten bis nach Lorneville nördlich von Invercargill, wo er auf den von Osten kommenden New Zealand State Highway 98 sowie den von Nord nach Süd verlaufenden New Zealand State Highway 6 trifft.